# Lam Teeh
Lam Teeh is een bestuurslaag in het regentschap Aceh Besar van de provincie Atjeh, Indonesië. Lam Teeh telt 541 inwoners (volkstelling 2010). Hier ligt ook Lampadang, de geboorteplaats van Tjoet Nja Dinh die tijdens de Atjeh-oorlog een grote rol speelde in de strijd tegen de verovering door het KNIL.